# Barney Ross
Beryl David Rosofsky, pseud. Barney Ross (ur. 23 grudnia 1909 w Nowym Jorku, zm. 17 stycznia 1967 w Chicago) – amerykański bokser, zawodowy mistrz świata kategorii lekkiej, junior półśredniej i półśredniej.

## Wczesne lata
Urodził się w rodzinie żydowskiej. W młodym wieku przeniósł się wraz z rodziną do Chicago. Jego ojciec był rabinem i właścicielem sklepu warzywnego. Został zastrzelony w obronie swego sklepu przed rabusiami, gdy Beryl miał 14 lat. Matka po załamaniu nerwowym wyjechała do rodziny, a chłopiec zamieszkał u krewnych. Młody Beryl zaczął wychowywać się na ulicy, zdobywał pieniądze kradnąc i walcząc w burdach. Przystał do ulicznego gangu. Jego przyjacielem był Jack Ruby. Podobno Al Capone nie pozwolił Rosofskiemu zostać członkiem gangu, uznając, że nie jest to zajęcie dla syna rabina.

## Kariera pięściarska
W wieku 19 lat Rosofsky przybrał pseudonim Barney Ross. Pierwszą walkę zawodową stoczył w 1929. Do końca 1932 walczył 44 razy, ponosząc tylko 2 porażki i 2 razy remisując. Pokonał m.in. Battlinga Battalino.
W 1933 Ross wygrał wszystkie siedem walk. 22 marca w Chicago wygrał z czołowym pięściarzem Billym Petrolle. 23 czerwca w Chicago odebrał Tony’emu Canzoneriemu tytuły zawodowego mistrza świata kategorii lekkiej i junior półśredniej. Następnie pokonał w obronie tytułu w wadze junior półśredniej Johnny’ego Farra (26 lipca w Kansas City), w rewanżu o oba pasy Canzoneriego (12 września w Nowym Jorku) i w walce o tytuł w wadze junior półśredniej Sammy’ego Fullera (17 listopada w Chicago).
W 1934 wygrał w towarzyskiej walce w Billym Petrolle (24 stycznia w Nowym Jorku), a w obronie pasa mistrzowskiego wagi junior półśredniej pokonał Pete’a Nebo (7 lutego w Kansas City), zremisował z Frankiem Klickiem (5 marca w San Francisco) oraz wygrał 14 marca w Oakland z Kidem Moro i 27 marca w Los Angeles z Bobbym Pacho.
28 maja 1934 w Nowym Jorku Ross zdobył tytuł mistrza świata wagi półśredniej po niejednogłośnej wygranej z obrońcą pasa Jimmym McLarninem. W rewanżu 17 września w tym samym miejscu uległ McLarninowi, również po niejednogłośnej decyzji, tracąc tytuł. Obronił mistrzostwo w wadze junior półśredniej wygrywając z Bobbym Pacho (ponownie) 10 grudnia tego roku, z Frankiem Klickiem 18 stycznia 1935 i z Henrym Woodsem 9 kwietnia 1935. Po tej walce Ross zrezygnował z obu tytułów w wagach lekkiej i junior półśredniej (pasa w kategorii lekkiej nie bronił od drugiej walki z Canzonerim w 1933).
28 maja 1935 w Nowym Jorku. Ross po raz trzeci zmierzył się z McLarninem i odebrał mu tytuł mistrza świata wagi półśredniej po 15 rundach. Wygrał potem kolejno 16 walk (i stoczył jedną no decision), w tym trzykrotnie z Ceferino Garcią i raz z Alem Manfredo, ale tylko dwukrotnie walczył w obronie tytułu: z Izzym Jannazzo 27 listopada 1936 w Nowym Jorku, i z Ceferino Garcią 23 września 1937 także w Nowym Jorku. W swej trzeciej obronie przegrał z ówczesnym mistrzem wagi piórkowej Henrym Armstrongiem po 15 rundach na punkty 31 maja 1938 w Nowym Jorku. Była to ostatnia walka zawodowa Rossa.

## Udział w II wojnie światowej
Mimo że w chwili przystąpienia Stanów Zjednoczonych do II wojny światowej Ross miał 32 lata i nie kwalifikował się do poboru, zgłosił się do United States Marine Corps. Na własną prośbę został skierowany na front i wziął udział w walkach o Guadalcanal. Pewnej nocy podczas patrolu dostał się wraz z trzema towarzyszami pod ogień przeważających sił japońskich. Dwóch Amerykanów zmarło z ran, a Ross, sam ranny w nogę, wyniósł trzeciego spod ognia. Otrzymał za swój czyn Srebrną Gwiazdę. Został odznaczony również Krzyżem za Wybitną Służbę.

## Życie po wojnie
Podczas pobytu w szpitalu wojskowym Ross otrzymywał morfinę, by uśmierzyć ból z ran. Zażywał ją również później i uzależnił się od niej. Wydawał nawet do 500 dolarów na nią. Jego żona go opuściła, wówczas Ross zdecydował się na kurację antynarkotykową, która trwała cztery miesiące i zakończyła się powodzeniem. Pomimo bólu odczuwanego do końca życia Ross angażował się w kampanie przeciwko nadużywaniu narkotyków.
Został wybrany do Bokserskiej Galerii Sławy magazynu The Ring w 1956, a do International Jewish Sports Hall of Fame w 1979. W 1990 został wybrany do Międzynarodowej Bokserskiej Galerii Sławy.
Na podstawie życia Rossa (zwłaszcza jego walki z uzależnieniem) powstał film Monkey on My Back (1967). Ross opublikował swą autobiografię No Man Stands Alone.
W filmach Niezniszczalni, Niezniszczalni 2 oraz Niezniszczalni 3 główny bohater, grany przez Sylvestra Stallone’a nosi imię Barney Ross.